# Main Range (Queensland)
Die Main Range ist ein Gebirge in der Great Dividing Range in Australien, das sich in Queensland über eine Distanz von etwa 25 Kilometern vom Wilsons Peak, einem 1230 m hohen Berg auf der südlichen Grenze zu New South Wales, bis zum Cunningham Gap, einem 787 m hohen Pass, erstreckt. Es ist Teil des bergigen Scenic Rims im Südosten von Queensland.

## Abgrenzung
Neben der Main Range in Queensland wird auch das Gebiet mit den höchsten Bergen in den australischen Snowy Mountains als Main Range bezeichnet.

## Beschreibung
Das Gebirge besteht aus Basalt, der von Lava stammt, die vor 25 bis 22 Millionen Jahren im Tertiär aus Vulkanen austrat. Die Lava war niedrig viskos und floss daher über große Flächen. Ausreichender Ausfluss über lange Zeiträume aus den Vulkanschloten türmte massive Schichten auf. Neben Basalt bildete sich auch in geringerem Ausmaß das Gestein Trachyt, ein Vulkanit. Die Basaltschichten erreichten ursprünglich eine Mächtigkeit von mehr als 1000 Metern; heute sind die mächtigsten wegen der Erosion nur noch etwa 900 Meter hoch. Die Ausflüsse von Basalt aus dem Main-Range-Schildvulkan erreichten in einzelnen Schichten eine Mächtigkeit von 15 bis 25 Metern und die aus Trachyt bis zu 80 Meter. Unter den Basalt- und Trachtschichten liegt Sandstein.
Der höchste Berg in der Main Range ist der Mount Superbus mit einer Höhe von 1375 Meter, die dritthöchste Erhebung in Queensland.
Der Main-Range-Nationalpark, der die Natur und einen Teil der Gondwana-Regenwälder Australiens schützt, liegt in diesem Gebirge.
Die Main Range wird vom Main Range Volcano dominiert, einem Schildvulkan. Weitere benachbarte Schildvulkane wie der Focal Peak Volcano und der weit größere Tweed Volcano sind nicht Bestandteil der Main Range.